# Jo Sondre Aas
Jo Sondre Aas (Grindal, 2 luglio 1989) è un allenatore di calcio e calciatore norvegese, attaccante e tecnico in seconda del Levanger.

## Caratteristiche tecniche
Aas può giocare sia da centravanti vero e proprio, che da ala. È un calciatore dotato sia di forza fisica che di mobilità, con l'abilità di riuscire a saltare spesso il difensore avversario, prima di arrivare alla conclusione. È valido anche dal punto di vista tecnico.

## Carriera

### Club
Aas ha iniziato a giocare a calcio a livello giovanile con il Rennebu e successivamente con il Rosenborg. Proprio durante il periodo con il club di Trondheim, ha partecipato ad un torneo giovanile in Spagna, in cui ha impressionato il Real Madrid che gli ha offerto un provino. Aas ha segnato una tripletta in un match amichevole giocato per il Real Madrid C, ma ha scelto di tornare in Norvegia e di non legarsi alle Merengues. Ha firmato quindi un contratto professionistico con il Rosenborg.
Il 28 giugno 2007 ha debuttato ufficialmente per il club, subentrando ad Alejandro Lago nel successo per 0-2 sul campo dello Skeid, in un match valido per l'edizione stagionale del Norgesmesterskapet. Il 25 agosto ha esordito nell'Eliteserien, sostituendo Yssouf Koné nella vittoria per 2-0 sul Vålerenga. Il 6 novembre 2008 ha giocato il primo incontro nelle competizioni europee per club: è sceso in campo in luogo di Marek Sapara nella sconfitta per 3-0 in casa del Saint-Étienne.
Il 3 dicembre dello stesso anno, è stato ceduto in prestito al Moss, per tutta la stagione seguente. Per il Moss, militante in 1. divisjon, ha giocato il primo incontro ufficiale il 5 aprile 2009: è stato infatti titolare nella vittoria per 2-1 sul Løv-Ham. Il 13 aprile ha siglato il primo gol della sua carriera, nel 2-2 in casa dello Stavanger.
Sempre nel corso del 2009, è stato prestato al Ranheim. Con questa squadra, ha centrato subito la promozione in 1. divisjon ed ha segnato 5 reti in 26 partite nel campionato 2010. Il trasferimento divenne poi a titolo definitivo. Nel 2011 ha siglato 16 reti in 30 presenze, arrivando alle spalle del solo Vegard Braaten nella classifica dei marcatori.
L'11 gennaio 2012 è stato reso noto il suo trasferimento al Sandefjord, legandosi al nuovo club con un contratto dalla durata triennale. Il 18 febbraio 2013, ha fatto ritorno al Ranheim. Il 28 novembre successivo, è stato operato per ernia sportiva. L'11 febbraio 2014 ha rinnovato il contratto che lo legava al club per altre due stagioni.
Il 15 dicembre 2015, il Levanger ha annunciato sul proprio sito d'aver messo sotto contratto Aas, che si è legato al nuovo club con un contratto biennale, valido a partire dal 1º gennaio 2016.
Il 13 dicembre 2018 è stato reso noto il suo passaggio al Nest-Sotra a parametro zero, compagine con cui ha firmato un contratto annuale valido a partire dal 1º gennaio 2019.

### Nazionale
Aas ha giocato una partita per la Norvegia under 21, senza alcuna rete. Ha debuttato il 13 febbraio 2009, sostituendo Peter Orry Larsen nella vittoria per 0-2 in casa del Liechtenstein.

## Statistiche

### Presenze e reti nei club
Statistiche aggiornate al 7 gennaio 2019.
| Stagione         | Club             | Campionato       | Campionato | Campionato | Coppe nazionali | Coppe nazionali | Coppe nazionali | Coppe continentali | Coppe continentali | Coppe continentali | Supercoppe | Supercoppe | Supercoppe | Totale | Totale |
| Stagione         | Club             | Comp             | Pres       | Reti       | Comp            | Pres            | Reti            | Comp               | Pres               | Reti               | Comp       | Pres       | Reti       | Pres   | Reti   |
| ---------------- | ---------------- | ---------------- | ---------- | ---------- | --------------- | --------------- | --------------- | ------------------ | ------------------ | ------------------ | ---------- | ---------- | ---------- | ------ | ------ |
| 2007             | Rosenborg        | ES               | 3          | 0          | CN              | 1               | 0               | UCL+CU             | 0                  | 0                  | -          | -          | -          | 4      | 0      |
| 2008             | Rosenborg        | ES               | 11         | 0          | CN              | 2               | 0               | CU                 | 2                  | 0                  | -          | -          | -          | 15     | 0      |
| Totale Rosenborg | Totale Rosenborg | Totale Rosenborg | 14         | 0          |                 | 3               | 0               |                    | 2                  | 0                  |            | -          | -          | 19     | 0      |
| gen.-ago. 2009   | Moss             | 1D               | 19         | 4          | CN              | 1               | 0               | -                  | -                  | -                  | -          | -          | -          | 4      | 0      |
| ago.-dic. 2009   | Ranheim          | 2D               | ?          | ?          | CN              | -               | -               | -                  | -                  | -                  | -          | -          | -          | ?      | ?      |
| 2010             | Ranheim          | 1D               | 26+1       | 5+0        | CN              | 5               | 1               | -                  | -                  | -                  | -          | -          | -          | 32     | 5      |
| 2011             | Ranheim          | 1D               | 30         | 16         | CN              | 2               | 2               | -                  | -                  | -                  | -          | -          | -          | 32     | 18     |
| 2012             | Sandefjord       | 1D               | 30+1       | 10+0       | CN              | 5               | 4               | -                  | -                  | -                  | -          | -          | -          | 36     | 14     |
| 2013             | Ranheim          | 1D               | 29+4       | 18+1       | CN              | 4               | 5               | -                  | -                  | -                  | -          | -          | -          | 37     | 24     |
| 2014             | Ranheim          | 1D               | 29         | 7          | CN              | 4               | 6               | -                  | -                  | -                  | -          | -          | -          | 33     | 13     |
| 2015             | Ranheim          | 1D               | 30+1       | 4+0        | CN              | 3               | 5               | -                  | -                  | -                  | -          | -          | -          | 34     | 9      |
| Totale Ranheim   | Totale Ranheim   | Totale Ranheim   | ?          | ?          |                 | 14              | 13              |                    | -                  | -                  |            | -          | -          | ?      | ?      |
| 2016             | Levanger         | 1D               | 29         | 9          | CN              | 2               | 1               | -                  | -                  | -                  | -          | -          | -          | 31     | 10     |
| 2017             | Levanger         | 1D               | 27         | 4          | CN              | 4               | 2               | -                  | -                  | -                  | -          | -          | -          | 31     | 6      |
| 2018             | Levanger         | 1D               | 30         | 7          | CN              | 3               | 1               | -                  | -                  | -                  | -          | -          | -          | 33     | 8      |
| Totale Levanger  | Totale Levanger  | Totale Levanger  | 86         | 20         |                 | 9               | 4               |                    | -                  | -                  |            | -          | -          | 95     | 24     |
| 2019             | Nest-Sotra       | 1D               | 0          | 0          | CN              | 0               | 0               | -                  | -                  | -                  | -          | -          | -          | 0      | 0      |
| Totale           | Totale           | Totale           | ?          | ?          |                 | ?               | ?               |                    | 2                  | 0                  |            | -          | -          | ?      | ?      |

## Palmarès

### Individuale
- Capocannoniere della 1. divisjon: 1

2013 (18 reti)